# Messier 98
Messier 98 (auch als NGC 4192 bezeichnet) ist eine Spiralgalaxie vom Hubble-Typ SABab im Sternbild Haar der Berenike, etwa 46 Millionen Lichtjahre von der Milchstraße entfernt.
M98 ist eine Galaxie vom Hubble-Typ Sb, die wir beinahe von der Seite sehen. Sie ist rund 50 Millionen Lichtjahre von der Erde entfernt, liegt am nördlichen Rand des Virgo-Galaxienhaufens und gehört zu den für Amateure schwerer zu findenden Objekten des Messier-Katalogs. Man schätzt, dass Messier 98 etwa eine Billion Sterne enthält.

## Entdeckung
Die Galaxie Messier 98 wurde am 15. März 1781 von dem französischen Astronomen Pierre Méchain entdeckt.

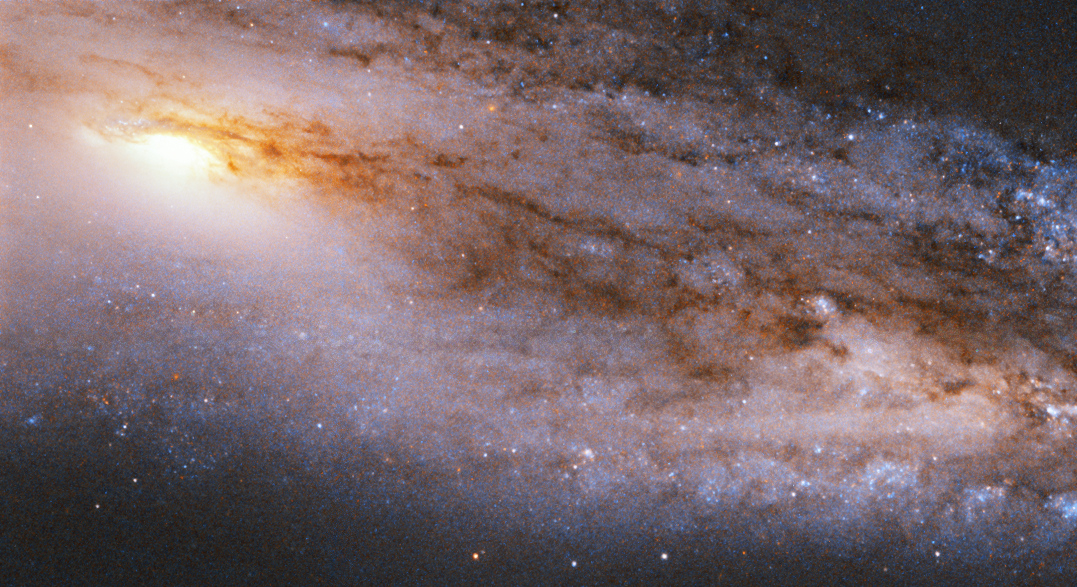
Detail-Aufnahme mithilfe des Hubble-Weltraumteleskops